# Кудринцы (Хмельницкий район)
Кудринцы (укр. Кудринці) — село в Хмельницком районе Хмельницкой области Украины.
Население по переписи 2001 года составляло 280 человек. Почтовый индекс — 31361. Телефонный код — 382. Занимает площадь 5,42 км². Код КОАТУУ — 6825084202.

## Местный совет
31335, Хмельницкая обл., Хмельницкий р-н, с. Малиничи, ул. Октябрьская, 46